# Peter Launsky-Tieffenthal

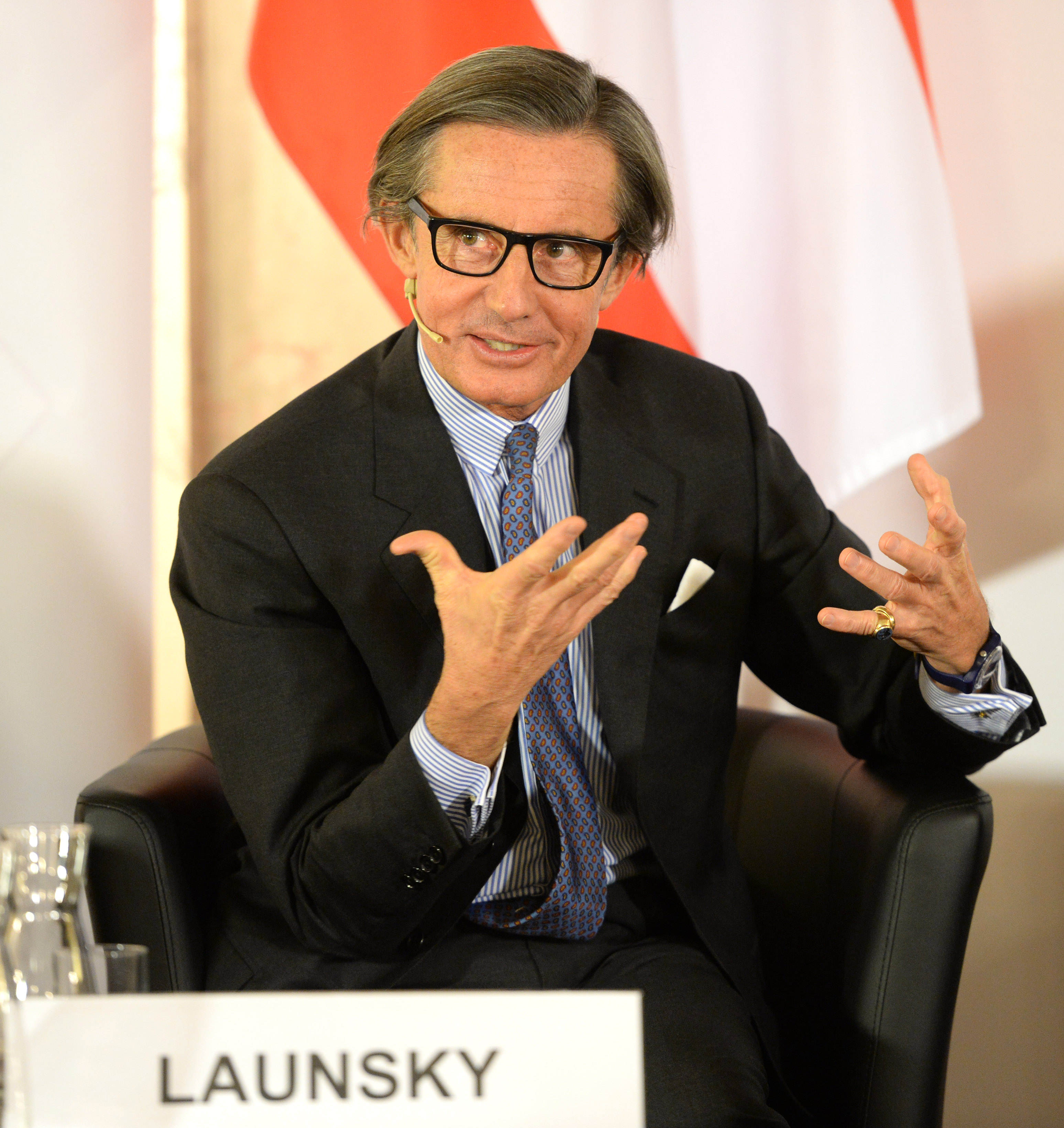
Peter Launsky-Tieffenthal (2017)

Peter Launsky-Tieffenthal (* 30. November 1957 in Wien) ist ein österreichischer Diplomat. Von 2012 bis 2015 war er Under-Secretary General der Vereinten Nationen für Kommunikation und Öffentlichkeitsarbeit. Von 2015 bis 2017 leitete er als Sektionschef die Sektion VII (Entwicklung) im Bundesministerium für Europa, Integration und Äußeres. Von 2017 bis 2019 war er Pressesprecher der österreichischen Bundesregierung Kurz I. Im Jänner 2020 wurde er zum Generalsekretär im Außenministerium bestellt; diese Funktion übte er bis zum Eintritt in den Ruhestand im September 2023 aus.

## Leben
Peter Launsky-Tieffenthal stammt aus der altösterreichischen Familie Ritter Launsky von Tieffenthal und wuchs in Wien auf. Er studierte Rechtswissenschaften an der Universität Salzburg und war zunächst im Bankwesen (u. a. in London bei der International Finance Corporation) tätig. Nach seinem Eintritt in den auswärtigen Dienst im Jahr 1985 war er an den Botschaften in Washington, New Delhi und Riad tätig. In Washington lernte er den damaligen Botschafter und späteren Bundespräsidenten Thomas Klestil kennen, als dessen persönlicher Sekretär Launsky-Tieffenthal später in der Präsidentschaftskanzlei tätig war. Zwischen 2000 und 2004 amtierte er als österreichischer Generalkonsul in Los Angeles. Anschließend leitete er den Bereich Krisenmanagement und Bürgerservice im Außenministerium und war zwischen 2007 und 2012 auch Pressesprecher des Ministeriums. In diesen beiden Funktionen wurde Launsky-Tieffenthal einer breiteren Öffentlichkeit bekannt, da er unter anderem als Vermittler in Krisensituationen (etwa Entführungen von Österreichern im Ausland) fungierte und die diesbezügliche Tätigkeit des Ministeriums gegenüber den Medien vertrat.
Im Mai 2012 gab UN-Generalsekretär Ban Ki-Moon bekannt, Launsky-Tieffenthal zum Leiter der UNO-Hauptabteilung Presse und Information im Rang eines Under-Secretary General zu ernennen. In dieser Funktion, die er im Sommer 2012 antrat, war der Diplomat verantwortlich für die Tätigkeit der Hauptabteilung an ihrem Sitz in New York und 63 Nebenstandorten weltweit mit insgesamt über 700 Mitarbeitern. Eine wesentliche Aufgabe neben der Betreuung des Medienbereichs der UN war auch die laufende Kommunikation mit über 1600 NGOs, mit denen die UN zusammenarbeiten. Zudem fungiert er als Coordinator for Multilingualism der Vereinten Nationen.
Im April 2015 wurde bekannt, dass Außenminister Sebastian Kurz Launsky-Tieffenthal aufgrund dessen langjähriger Erfahrung mit Kommunikation und internationalen Beziehungen zum Leiter der Sektion VII (Entwicklung) im Bundesministerium für Europa, Integration und Äußeres berufen hat. Seit Übernahme dieser Funktion ist er hauptverantwortlich für die Österreichische Entwicklungszusammenarbeit und in diesem Zusammenhang auch Vorsitzender des Aufsichtsrates der Austrian Development Agency.
Von 18. Dezember 2017 bis 3. Juni 2019 war Peter Launsky-Tieffenthal Regierungssprecher der Bundesregierung Kurz I. Nach seinem Ausscheiden wurde er im Bundeskanzleramt provisorisch mit der Leitung der Gruppe „Protokoll, Veranstaltungen und Öffentlichkeitsarbeit“ betraut.
Nach Bildung der Bundesregierung Kurz II im Jänner 2020 wurde er zum Generalsekretär im Außenministerium bestellt. Im September 2023 trat Nikolaus Marschik seine Nachfolge an. Bundeskanzler Karl Nehammer bestellte Launsky-Tieffenthal wenig später zum Sonderbeauftragten für globale Angelegenheiten im Bundeskanzleramt.